# Premier ministre de Turquie
Le Premier ministre de Turquie (en turc : Başbakan) ou président du Conseil des ministres (turc : Bakanlar Kurulu Başkanı) est le chef du gouvernement de la Turquie de 1920 à 2018. La position de chef du gouvernement est désormais assurée par le président de la République.

## Fonctions
Le Premier ministre est le chef du gouvernement. Il doit obtenir la confiance de la Grande Assemblée nationale pour que son gouvernement soit investi. La fonction est abolie en 2018.
Le Premier ministre doit être député pour pouvoir être nommé.

## Histoire
Sous l'Empire ottoman, le gouvernement du sultan est dirigé par le grand vizir. Au cours de la période des Tanzimat au XIXe siècle, il joue un rôle proche de celui des Premiers ministres des monarchies occidentales. Après la révolution des Jeunes-Turcs en 1908, le grand vizir devient un chef de gouvernement responsable devant le Parlement.
En 1920, avec l'installation de la Grande Assemblée nationale, Mustafa Kemal inaugure la fonction de Premier ministre. Celle-ci est ensuite maintenue lors de la proclamation de la République en octobre 1923.
En 2017, l'adoption par référendum d'une importante réforme constitutionnelle visant à faire évoluer le pays vers un régime présidentiel, aboutit à l'abolition du poste de Premier ministre après les élections générales anticipées de 2018 qui rassemblent les élections législatives et présidentielle. Binali Yıldırım est le dernier titulaire de la fonction.